# Johanne Dybwad
Johanne Dybwad z d. Juell (ur. 2 sierpnia 1867 w Christianii (obecnie Oslo), zm. 4 marca 1950 w Oslo) – norweska aktorka i reżyserka teatralna.

## Życiorys
Była córką aktorów: Mathiasa Juella i Johanne Regine Elvig. Dzieciństwo spędziła w Bergen. Zadebiutowała na scenie 7 listopada 1887. Po raz pierwszy wystąpiła w Oslo 19 września 1888. Była związana z Christiania Teater i z Teatrem Narodowym w Christianii (od 1925 Oslo), w którym występowała do grudnia 1947. W Christiania Teater zagrała łącznie 76 ról. W 1891 poślubiła prawnika Vilhelma Dybwada. Stworzyła wybitne kreacje w inscenizacjach dramatów Ibsena. Zagrała ponad 200 ról, z których ok. połowa była z norweskiego repertuaru, a 6 ze sztuk Szekspira (m.in. w Śnie nocy letniej w 1903). W latach 90. XIX w. została również reżyserką teatralną. Wyreżyserowała m.in. Marię Stuart Schillera (w 1929). Poza Norwegią występowała m.in. w Sztokholmie (1900) i w Paryżu (1937). W 1924 została odznaczona Krzyżem Kawalerskim, a w 1947 Krzyżem Wielkim Orderu Świętego Olafa.